# 當代民謠音樂
當代民謠音樂（Contemporary folk music）是指在二十世紀初出現，和傳統民謠音樂有關的音樂流派。從二十世紀中期，開始從傳統民謠音樂演變出新的當代民謠流行音樂。這個階段稱為（第二次）民謠音樂復興，約在1960年代到達高峰，這類的音樂也稱民謠音樂，不過為了和以往的民謠音樂區分，也會稱為當代民謠音樂。當代民謠音樂的轉變比較集中在美國，因此也稱為美國民謠音樂復興。當代民謠音樂也融合了像民谣摇滚、電子民謠及其他音樂流派。當代民謠音樂和當代民謠音樂雖然是不同的音樂流派，但表演者常常會有重疊，甚至一首歌也可能是這二種音樂流派融合下的作品。
第一波民謠復興的浪漫民族主义，主要影響是在严肃音乐，而二十世紀末的第二波民謠復興產生了流行音樂的新樂派，音樂家透過音樂會、錄音專輯以及廣播進行行銷。此波復興早期的人物包括有伍迪·蓋瑟瑞，在1930年代及1940年代演唱傳統歌曲，也同時創作新歌。英國的民謠復興也帶來一波的作詞者，例如1960年代開始出名的唐納文。這波民謠復興也孕育了加拿大第一波有國際知名度的民謠樂手，例如戈登·莱特福特、里奥纳德·科恩、琼尼·米歇尔及Buffy Sainte-Marie。